# 稲葉騒動
稲葉騒動（いなばそうどう）とは、1869年（明治2年）12月20日夜から12月24日にかけて、尾張国西部一帯（稲沢・一宮・津島の133村）で起こった農民一揆である。発端が美濃路の稲葉宿であったことから稲葉騒動と呼ばれた。

## 経過

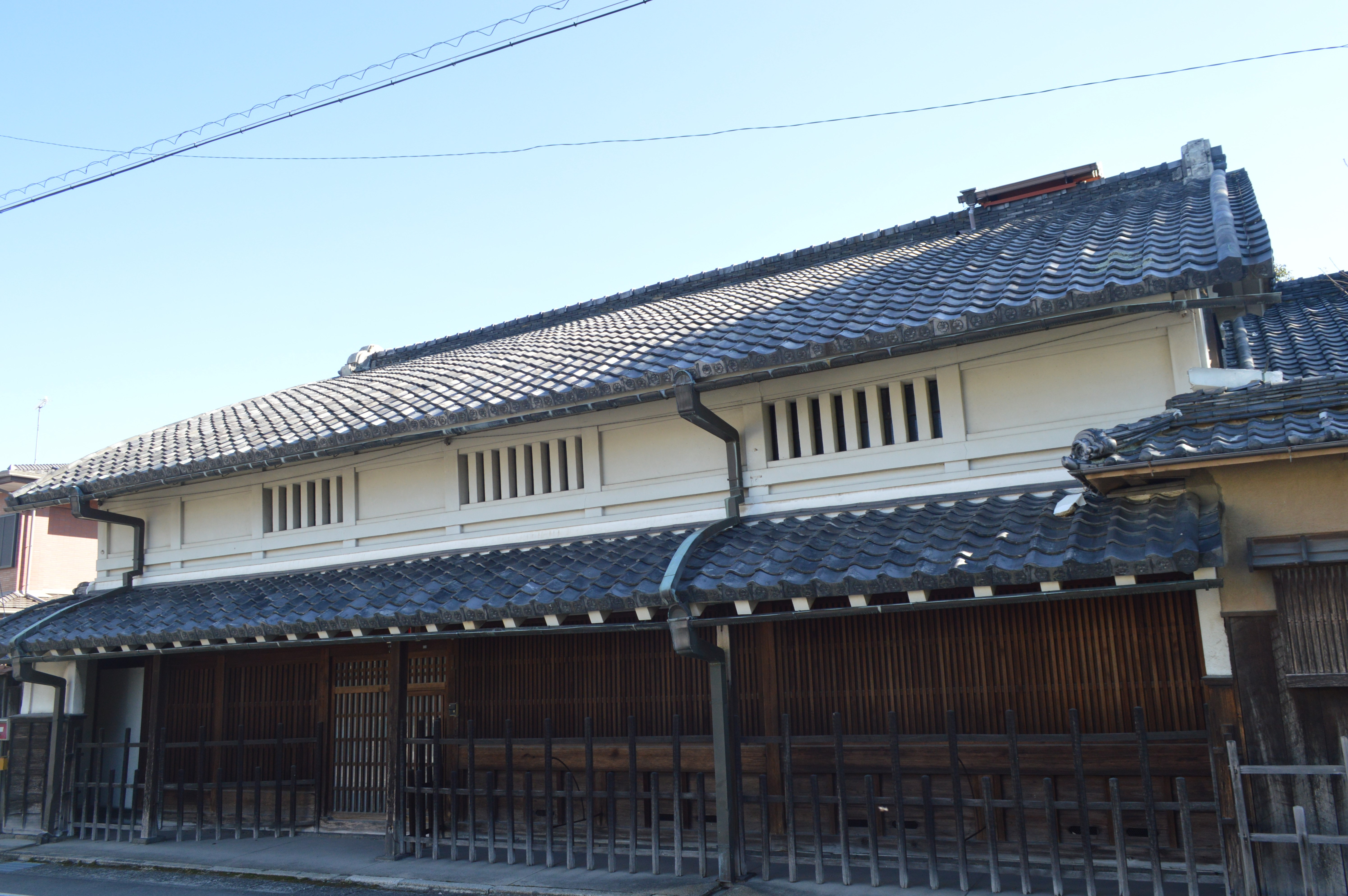
襲撃を受けた山田市三郎家

尾張国では尾張藩が統治する藩政期には大規模な百姓一揆がなかったが、幕末期には農村部の困窮は著しかった。1869年（明治2年）は凶作だったことで、農民は役人に救米を要求したが拒否された。
これらの理由により、同年12月20日夜、数千人が稲葉宿に集結して役人に強訴した。また、大地主である山田市三郎家を襲撃し、主屋、玄関、書院、長屋門、土蔵、塀などが打ち壊され、諸帳面や証文類が破られたり焼き払われた。さらに周辺の村の庄屋宅を襲撃するなど、一揆は中島郡・海東郡一帯から春日井郡の一部にまで拡がり、3万5000人から4万人が参加したとされている。騒動は4日間に及んだが、農民隊を含む尾張藩兵らの銃撃を受け制圧された。尾張藩側は大砲までくりだし、百姓側に多くの死傷者が出た。しかし稲葉騒動後、尾張藩は56石余の救米給与などを行った。
「竹槍で どんと突き出す 二分五厘」で有名な地租改正反対一揆の先駆けともいわれる。